# Angraecum distichum
Angraecum distichum Lindl. è un'orchidea epifita originaria dell'Africa subsahariana.

## Descrizione
Angraecum distichum ha uno sviluppo monopodiale, ed emette diramazioni dal fusto principale che trasporta "trecce", formate da foglie rettangolo-ellittiche, bilateralmente compresse. Fiorisce senza produrre steli, il fiore esce dalle ascelle delle foglie più giovani, e di solito ne produce più di uno sullo stesso ramo, profumati. Il periodo di fioritura è tutto l'anno.

## Distribuzione e habitat
La specie è diffusa in Africa occidentale e Africa centrale (Angola, Benin, Burundi, Camerun, Congo, Costa d'avorio, Gabon, Ghana, Guinea, Guinea-Bissau, Guinea Equatoriale, Liberia, Nigeria, Repubblica Centrafricana, Ruanda, São Tomé e Príncipe, Senegal, Sierra Leone, Togo, Uganda, Zaire).
Il suo habitat è la foresta umida, dai 200 a 1600 metri sul livello del mare.

## Coltivazione
È una specie che generalmente si coltiva su zattera, ovvero pezzi di sughero. Vuole il caldo e l'alta umidità ambientale. Come la maggior parte degli Angraecum ha bisogno di una buona circolazione d'aria e non sopporta l'aria stagnante.

In casa si possono produrre talee tagliando i rami laterali. Se si mette la porzione in un misto di bark (corteccia di pino) e sfagno, al buio, radicherà rapidamente.